# Grote Prijs Jef Scherens 1993
Il Grote Prijs Jef Scherens 1993, ventisettesima edizione della corsa, si svolse il 5 settembre 1993 su un percorso di 174 km, con partenza e arrivo a Lovanio. Fu vinto dall'olandese Frans Maassen della Wordperfect davanti al belga Herman Frison e al belga Wilfried Peeters.

## Ordine d'arrivo (Top 10)
| Pos. | Corridore          | Squadra                      | Tempo    |
| ---- | ------------------ | ---------------------------- | -------- |
| 1    | Frans Maassen      | Wordperfect                  | 4h12'50" |
| 2    | Herman Frison      | Lotto-Caloi                  |          |
| 3    | Wilfried Peeters   | MG Boys Maglificio-Technogym |          |
| 4    | Raymond Meijs      | La William-Duvel             |          |
| 5    | Frank Corvers      | Collstrop-Assur Carpets      |          |
| 6    | Pierre Herinne     | Lotto-Caloi                  |          |
| 7    | Marc Patry         | La William-Duvel             |          |
| 8    | Stéphane Hennebert | Lotto-Caloi                  |          |
| 9    | Christian Henn     | Telekom                      |          |
| 10   | Rob Mulders        | Wordperfect                  |          |